# 仲山豊秋
仲山 豊秋（なかやま とよあき、1949年11月28日 - ）は、元NHKアナウンサー。
詳細は基礎情報を参照。明治大学を卒業後入局した。山形、和歌山、釧路、仙台、名古屋、宮崎、和歌山、東京、鳥取、和歌山、大阪と勤務し現役時代はスポーツ実況も担当した。その後立命館大学文学部の言語コミュニケーションプログラムで教授をしていた。

## 過去の出演番組
- NHKプロ野球他スポーツ中継（高校野球など）